# Футболист (Набоков)

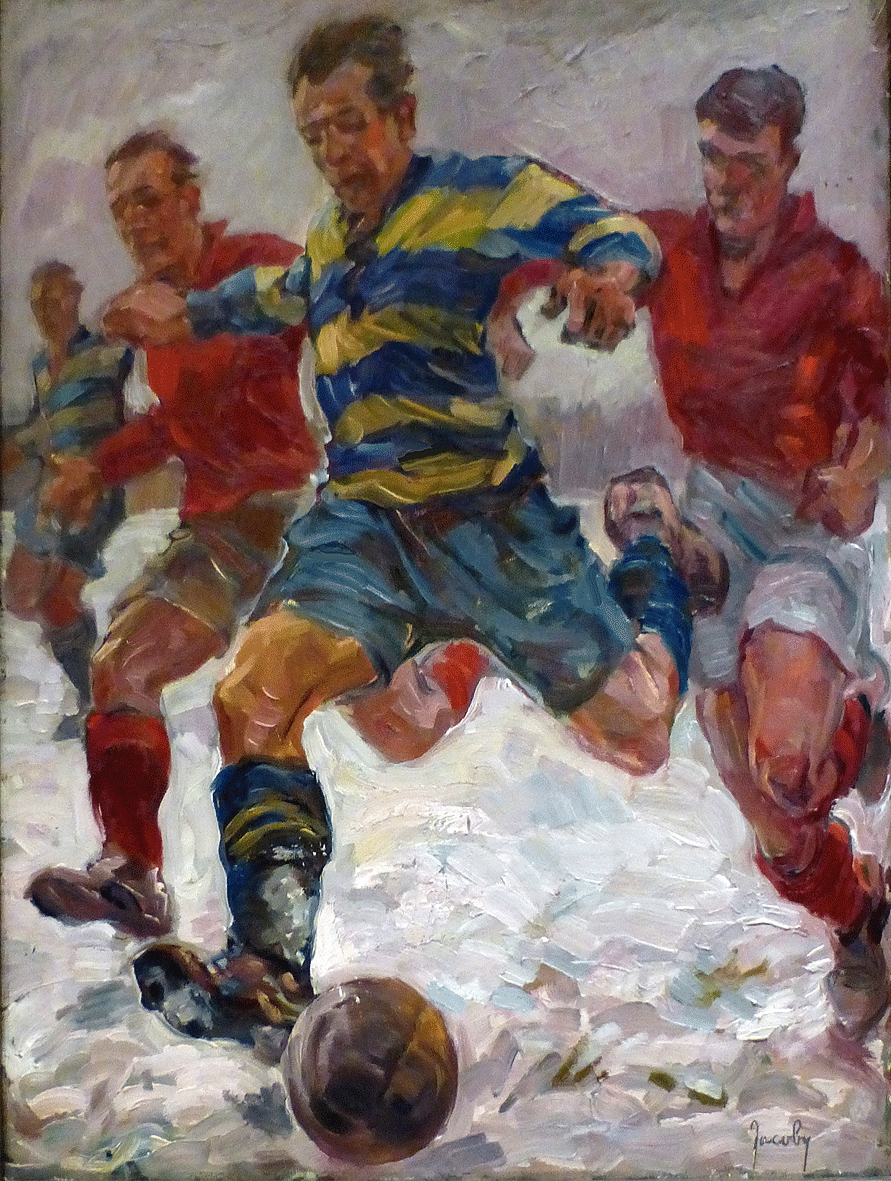
Жан Жакоби. «Футбольный матч зимой», 1932. Предполагаемый прообраз картины Романова

«Футболи́ст» — картина художника-эмигранта Всеволода Романова, персонажа романа «Дар» русского и американского писателя Владимира Набокова. Последний завершённый русскоязычный роман писателя был опубликован (под псевдонимом «В. Сирин») в пяти номерах парижского альманаха «Современные записки» (1937—1938), но без одной главы, которая появилась в печати в 1952 году. В книге приводится описание нескольких картин Романова, но особо подробно освещается его «Футболист», на которой изображён нападающий в момент удара по воротам. Речь про эту спортивную сцену идёт в разговоре главного героя Фёдора Константиновича Годунова-Чердынцева и его возлюбленной Зинаиды Мерц: именно она пересказывает сюжет изображения.
Набоков ещё в детстве увлёкся футболом и продолжал играть до 1932 года, когда получил тяжёлую травму на поле. Футбольная тема неоднократно затрагивалась на страницах его книг: как автобиографических, так и художественных. По оценке исследователей, в вымышленной картине содержатся аллюзии на несколько произведений литературы и живописи. Александр Долинин в своём монографическом комментарии романа пришёл к выводу, что наиболее близким реальным прообразом представленного экфрасиса является картина люксембуржского художника Жана Жакоби «Футбольный матч зимой» (1932). Также, по его мнению, за фигурой голкипера, отсутствующего у Романова, скрывается автор книги — Набоков, в жизни игравший на позиции вратаря.

## Романов и его картина «Футболист»

### Предыстория

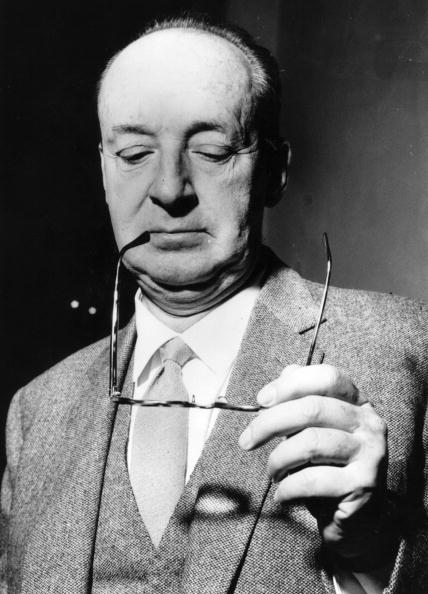
Владимир Набоков в 1960 году

В 1922 году Владимир Набоков переезжает в Берлин, где в газетах и издательствах, организованных русскими эмигрантами, печатаются его рассказы и стихи. В первой половине 1934 года у него созрел план («схема» — по его определению) восьмого русскоязычного романа «Дар», оконченного в 1938 году в Ментоне, когда после переезда в 1937 году из Германии он сменил множество городов и обосновался на несколько лет во Франции, откуда вынужден был переехать в США в связи с началом Второй мировой войны. «Дар» был опубликован (под псевдонимом «В. Сирин») в пяти номерах парижского альманаха «Современные записки» № № 63—67 в 1937 и 1938 годах, однако без одной главы; он увидел свет в авторском варианте только в 1952 году в Нью-Йорке. Это произведение, по словам набоковеда Брайана Бойда, «многие считают величайшим русским романом XX века». Французский исследователь Нора Букс (Nora Buhks) заметила, что литературные, интертекстуальные отсылки в книге имеют важное и многогранное значение, «обладают структурно-организующей функцией». Кроме того, большую роль в повествовании играет живопись, являющаяся «аллюзией-доминантой» поэтики книги.

### Художник и его картина
Молодой русский художник Всеволод Романов, живущий в Берлине, появляется в первой главе романа. После переезда на съёмную квартиру, расположенную на Танненбергской улице, главного героя — бедного, но одарённого русского писателя-эмигранта Фёдора Константиновича Годунова-Чердынцева, — чей образ отмечен явными автобиографическими чертами Набокова, он поселяется в том же доме, что и консервативный исторический живописец Карл Лоренц (Carl Lorentz), обедневший после развала Германской империи. Последний снимал в другом районе Берлина мастерскую с Романовым. Ранее Фёдор несколько раз встречался с Всеволодом в редакциях издательств, отмечая, что тот обладает «изящным» лицом, «эллинскую чистоту коего бесповоротно портили тёмные, кривые зубы». Лоренц «угрюмо привязался» к русскому коллеге, но не разделял его художественные устремления и даже считал «сумасшедшим и мошенником». После первой выставки, несмотря на такую оценку, многих привлёк «резкий и своеобразный дар» Романова, которому прочили «успехи необыкновенные, а кое-кто даже видел в нём зачинателя новонатуралистической школы: пройдя все искусы модернизма (как выражались), он будто бы пришёл к обновлённой — интересной, холодноватой — фабульности». В книге упоминается и приводится описание нескольких его картин («портрет голой графини д’Икс»; «Coincidence»; «Осень»; «Четверо горожан, ловящих канарейку» и других).
У Фёдора сложилось двоякое впечатление о творчестве и характере Всеволода. С одной стороны, его привлекала «странная, прекрасная, а всё же ядовитая живопись, я чувствовал в ней некое предупреждение, в обоих смыслах слова: далеко опередив моё собственное искусство, оно освещало ему и опасности пути». С другой, художник был ему «до противности скучен», так как «что-то было невозможное для меня в его чрезвычайно поспешной, чрезвычайно шепелявой речи, сопровождавшейся никак с нею не связанным, машинальным маячением лучистых глаз». В романе присутствует другой персонаж с таким же дефектом речи: писатель-эмигрант Ширин — вероятно, антипод Набокова-Сирина. Литературоведы указывали на то, что «лже-Сирин» походит на писателя Георгия Иванова, чью речь также отличала сильная шепелявость, над чем иронизировали, в частности, поэт Игорь Северянин и Набоков.
Фёдор начинает встречаться с Зиной Мерц, в разговоре с которой они неоднократно обсуждали Романова. Во время одной из этих бесед Зина сказала, что художник представляет собой глубоко «противный тип», но ей всегда нравились его работы. «Пройдя через всё, нагруженный богатым опытом, он вернулся к выразительной гармонии линий». После этой ремарки она спросила у Фёдора, знакома ли ему картина «Футболист». Зина раскрывает журнал с репродукцией и говорит, что на ней изображён игрок в полный рост в момент, когда он собирается нанести сильный удар по воротам — «шутовать». Нападающий, по её словам, предстаёт на картине в таком виде: «Растрёпанные рыжие волосы, пятно грязи на виске, натянутые мускулы голой шеи. Мятая, промокшая фиолетовая фуфайка, местами обтягивая стан, низко находит на забрызганные трусики, и на ней видна идущая по некой удивительной диагонали мощная складка. Он забирает мяч сбоку, подняв одну руку, пятерня широко распялена — соучастница общего напряжения и порыва. Но главное, конечно, — ноги: блестящая белая ляжка, огромное израненное колено, толстые, тёмные буцы, распухшие от грязи, бесформенные, а всё-таки отмеченные какой-то необыкновенно точной и изящной силой; чулок сполз на яростной кривой икре, нога ступнёй влипла в жирную землю, другая собирается ударить — и как ударить! — по чёрному, ужасному мячу, — и всё это на тёмно-сером фоне, насыщенном дождём и снегом». Она заканчивает рассказ своим впечатлением, что зритель как бы уже может представить себе то, что не изображено: «свист кожаного снаряда», а также «отчаянный бросок вратаря».

Павел Челищев, ок. 1934

Ряд исследователей называли в качестве прототипа Романова реального художника Павла Фёдоровича Челищева, эмигрировавшего из России в 1920-м году, близкого по своей манере к сюрреалистам. Однако, по мнению историка литературы Александра Долинина, его мистические работы имеют мало общего с описаниями вымышленных картин, которые, скорее всего, «не имеют прямых аналогов в изобразительном искусстве и носят литературный характер». Вероятно, по мнению Долинина, автор представил на страницах романа художника, стилистически близкого к группе «Новая вещественность» (Neue Sachlichkeit), занимавшей в 1920-е годы в Германии прочные позиции не только в живописи, но и в других сферах искусства. Движение исчерпало себя в 1933 году с приходом нацистов к власти и установлением единой государственной политики в сфере искусства. Представители течения в живописи (Отто Дикс, Георг Гросс, Макс Бекманн, Кристиан Шад и другие) стремились совместить в своём творчестве реалистическую манеру с причудливыми, гротескными композициями. Кроме того, их полотна часто были построены с использованием вызывающих сюжетов. Среди представителей этого направления был и русский эмигрант Николай Загреков; темой нескольких его работ был футбол. Его можно было бы причислить к прототипам Романова, но сведений о знакомстве Набокова с его творчеством не удалось обнаружить.

## Интерпретации

### Автобиографические мотивы

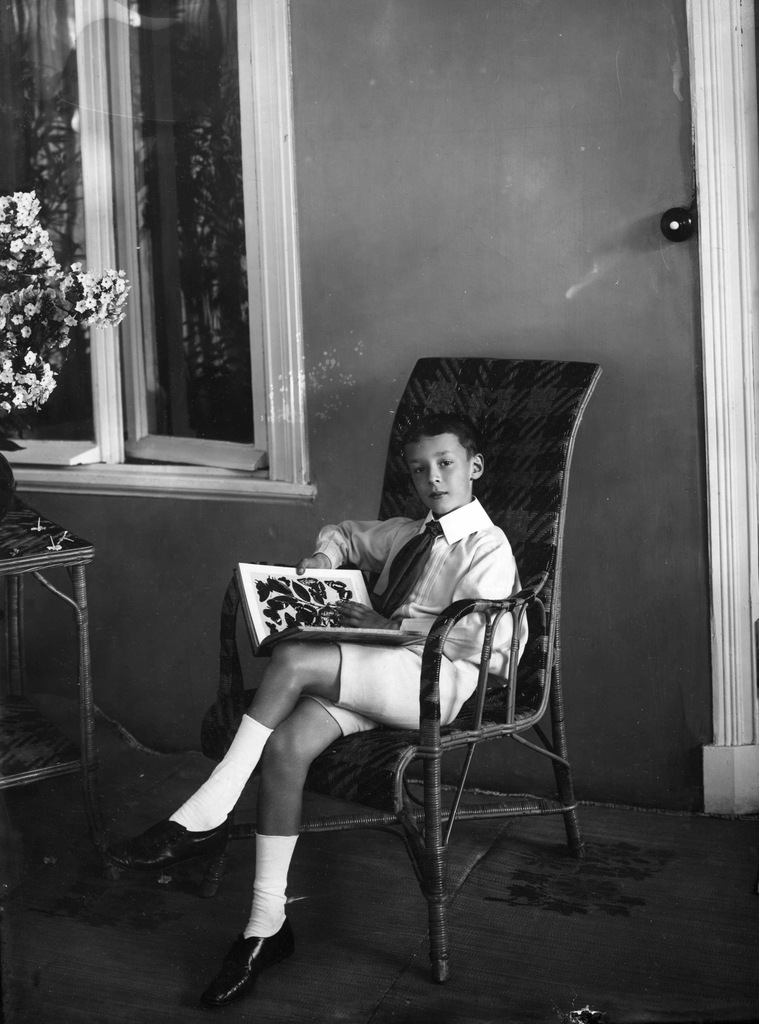
Владимир Набоков в 1907 году

Неоднократно обращалось внимание на любовь Набокова к спорту и к футболу в частности, что нашло отражение в его творчестве. К этой английской игре он приобщился ещё с детских лет. В архивах Тенишевского училища в Петербурге, где он учился с 1911 года, сохранился классный журнал. В нём неустановленный учитель характеризовал Набокова таким образом: «Ярый футболист, отличный работник, товарищ…» В 1916 году, Савелий (Саба) Кянджунтцев, одноклассник по училищу, опубликовал первую печатную заметку о спортивных результатах будущего писателя: «Из новых игроков красивую игру показал подающий надежды голкипер Набоков». В сентябре 1937 года (в разгар работы над «Даром») в письме к своему однокласснику Самуилу Розову Набоков среди прочего вспоминал про их общие интересы и знакомых. Также он отмечал, что «о футболе тенишевского периода я не раз упоминал в своих романах». Некоторые ностальгические выражения из письма к Розову почти дословно совпадают с текстом книг Набокова, где идёт речь о футболе («Дар», «Под знаком незаконнорождённых» (1947) «Другие берега» (1954)). Филолог Юрий Левинг заметил, что проблематично установить, что появилось ранее: соответствующие пассажи из письма, или текст в романе «Дар». «Однако важный вывод можно сделать уже сейчас: автор настолько полно отождествляет себя с героем, что отдаёт ему фрагменты своей биографии, перенося воспоминания из школьного детства в прозу почти без изменений».
В одном из поздних интервью писатель говорил: «Искусство — это изгнание. Ребёнком в России я чувствовал себя чужим среди других детей. Я защищал ворота, когда мы играли в футбол, а все вратари — изгнанники». Долинин останавливался на отношениях Набокова с футболом и отражении этой темы в произведениях классика. В Кембридже, в период проживания в Англии в начале 1920-х годов, Владимир Владимирович играл в студенческой команде своего Тринити-колледжа на позиции голкипера. Именно с точки зрения этого игрока представлен футбол в стихотворении «Football» (1920), романе «Подвиг» (1930—1932) и англоязычной книге-автобиографии «Другие берега». Описание футбольного матча, как это было сделано в стихотворении «Football», приводится также в «Университетской поэме» (1927), которая вообще насыщена английскими спортивными мотивами. В этом произведении лирической герой поэмы приходит на матч вместе с «английской барышней» Виолетой. По наблюдению литературоведов Алсу Акмальдиновой, Олега Лекманова, Михаила Свердлова переклички со стихотворением «Football» также содержится в «Других берегах»: «О, разумеется, были блистательные бодрые дни на футбольном поле, запах земли и травы, волнение важного состязания, — и вот, вырывается и близится знаменитый форвард противника, и ведёт новый жёлтый мяч, и вот, с пушечной силой бьёт по моему голу, — и жужжит в пальцах огонь от отклонённого удара»
По мнению Долинина, представляет интерес соотношение футбольных коллизий в «Даре» и «Подвиге» (глава XXVII), так как в последнем романе также фигурирует рыжеволосый форвард («главарь противников, так восхитительно точно принимающий и передающий мяч»), чей удар главный герой Мартын Эдельвейс, эмигрант из России, играющий за свой колледж, сумел парировать и сохранить в итоге свои ворота неприкосновенными. Долин высказал свою точку зрения о значении эпизода с изображением «Футболист» следующим образом: «…отсутствующий на картине Романова вратарь, которого тем не менее должен увидеть зритель, может быть соотнесён с отсутствующим в романе его автором, увидеть которого должен читатель».
После переезда из Англии в Германию Набоков продолжал играть в футбол, пока не получил опасную травму в 1932 году. Выступая на позиции голкипера за русский футбольный клуб против команды заводских рабочих, в борьбе за мяч писатель получил болезненный удар. В результате он потерял сознание и сломал ребро. После этого его жена Вера запретила ему играть. С этого времени футбол в его жизни стал присутствовать только в книгах. Выдвигалось предположение (Майкл Ченовет), что проблемы со здоровьем, имевшие место в конце жизни писателя, были вызваны последствиями травмы 1932 года.

### Интертекстуальность

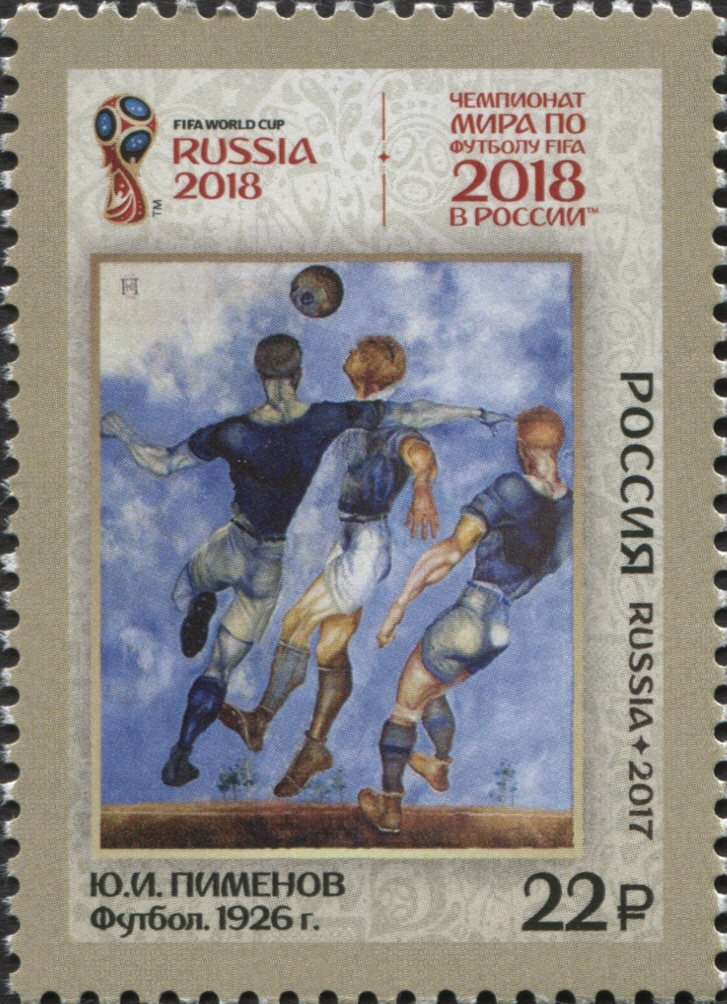
Картина Ю. И. Пименова «Футбол» (1926) на марке к чемпионату мира 2018 года

По мнению Долинина, несмотря на то, что в 1920—1930-е годы футбольная тематика была широко представлена в изобразительном искусстве, причём особенно в авторитарных СССР (см. Футбол в советском изобразительном искусстве) и Италии, у наиболее известных советских художников (А. А. Дейнека, Ю. И. Пименов, П. В. Кузнецов и других), нет ничего похожего на набоковский экфрасис картины, так как у них футбол представлял собой метафорическое олицетворение «коллективистского, молодёжного духа нового мира», «своего рода воздушную акробатику».
Долинин в своём обстоятельном комментарии романа идентифицировал работу Романова с картиной люксембуржского художника Жана Жакоби «Футбольный матч зимой». Она участвовала в конкурсе искусств на спортивные темы во время летних Олимпийских игр 1932 года. Ранее Жакоби стал двукратным олимпийским чемпионом в конкурсах искусств на Олимпийских играх. В одной из бесед Долинин сравнивал реальное и литературное изображение следующим образом: «На картине Жакоби рыжий форвард мчится к воротам и уже заносит ногу для пушечного удара, точно так же, как в вымышленном экфрасисе у Набокова». В комментарии романа Долинин отмечал, что такое сюжетное совпадение («бегущий по грязи и снегу рыжий форвард, готовый ударить по воротам») является единственным из известных ему. Также он высказал предположение, что писатель мог ознакомиться с картиной люксембуржца в каком-либо футбольном издании, где могла появиться репродукция.

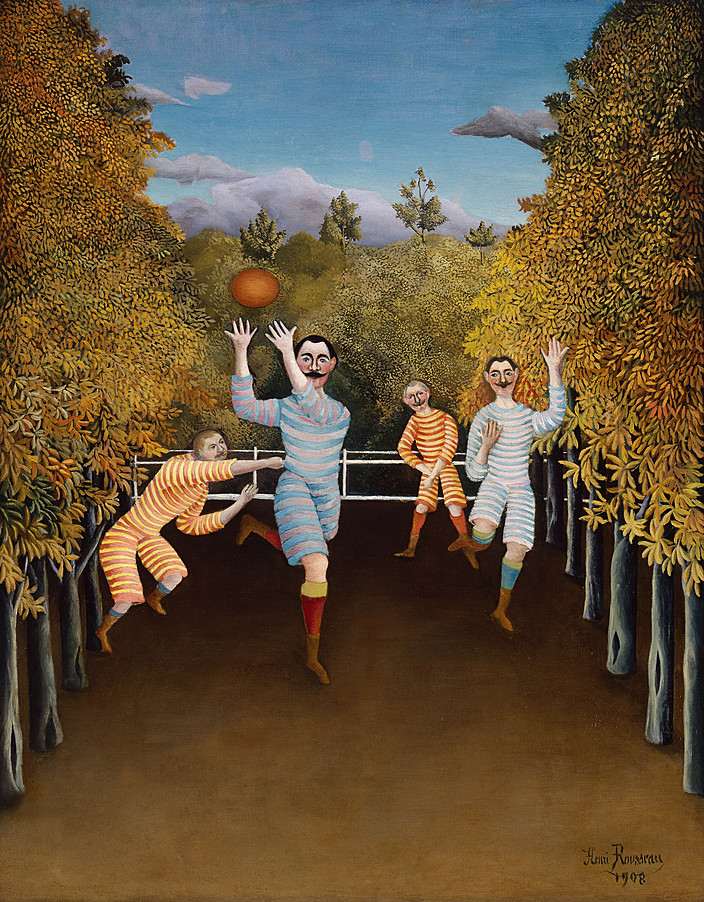
Анри Руссо. «Футболисты», 1908. Музей Соломона Гуггенхайма, Нью-Йорк

По оценке Долинина, в описании картины Романова могут содержаться некоторые отсылки к футбольному матчу из романа советского прозаика Юрия Олеши «Зависть» (1927), где идёт речь о драме интеллигента, который оказывается «лишним человеком» в послереволюционной России. Долинин прежде обращал всего внимание на несколько фрагментов из текста советского писателя, имеющих параллели с набоковским метароманом:
- «Но Володя Макаров, вратарь советской команды, ловил мяч. Гецкэ, ещё не окончив движения, сделанного для удара, изящно переменил это движение на другое, нужное для того, чтобы повернуться и бежать, поворачивался и бежал, нагнув спину, плотно обтянутую пропотевшей до черноты фуфайкой»[31].
- «Володя стоял уже на земле. Чулок на одной ноге его спустился, обвернувшись зелёным бубликом вокруг грушевидной, легко-волосатой икры»[32].

Литературовед Нора Букс обратила внимание на возможную интертекстуальную связь между картиной Романова, ранним стихотворением Набокова «Football» (1919) и стихотворением советского поэта Николая Заболоцкого «Футбол» (1926). Букс предположила, что описания нескольких картин из романа отсылают к работам художника Анри Руссо (известного как «Таможенник», «Таможенник-Руссо»), одного из самых известных представителей наивного искусства или примитивизма. Считается, что его влияние испытал русский литературный модернизм. Именно полотно Руссо «Футболисты» (Joueurs de football, 1908) она считает визуальным прообразом работы Романова. Однако с подобной точкой зрения не согласился Долинин, так как, по его замечанию, у французского художника изображена игра не в футбол, а в регби. К подобному ошибочному отождествлению он относил также попытки увидеть в тексте книги аллюзии на картину Бекмана «Футболист» (Fussballspieler; 1929), где также речь идёт о регби. Видимо, такая ошибка связана с тем, что в первой трети XX века эти две спортивные игры в некоторых ведущих европейских языках были известны как «футбол» (в английском и французском — football, в немецком — Fussball). В то время в состав названия зачастую (но не всегда) входило уточняющее слово (например, англ. Rugby football, фр. football de Rugby, нем. Rugby-Fussball).